# Bundesautobahn 48
Pour les articles homonymes, voir A48.
La Bundesautobahn 48 (ou BAB 48, A48 ou Autobahn 48) est une autoroute mesurant 79 kilomètres reliant la Bundesautobahn 1 (Daun) à la Bundesautobahn 3 (Montabaur) via Mayen et Coblence. Elle est également la E 44.